# Munsons Corners
Munsons Corners – jednostka osadnicza w Stanach Zjednoczonych, w stanie Nowy Jork, w hrabstwie Cortland.